# ハーバート・フィスク・ジョンソン・シニア
ハーバート・フィスク・ジョンソン（Herbert Fisk Johnson、1868年5月27日 - 1928年2月14日）は、アメリカ合衆国の実業家である。SCジョンソンの創業者サミュエル・カーティス・ジョンソン・シニアの息子であり、その跡を継いで同社の第2代指導者となった。

## 生涯
1868年5月27日にオハイオ州エリリア近郊で生まれ、家族とともに、ウィスコンシン州エルクホーンを経てウィスコンシン州ラシーンに移った、
1906年に父のビジネスパートナーとなり、同時に社名がジョンソンズ・プリペアード・ペースト・ワックス・カンパニー(Johnson's Prepared Paste Wax Company)からSCジョンソン・アンド・サン(S. C. Johnson & Son)に変更された。
ジョンソンは1928年2月14日に死去した。遺言を残していなかったため、2人の子供、ハーバート・フィスク・ジョンソン・ジュニアとヘンリエッタ・ジョンソン・ルイスの間でジョンソンの遺産を巡って長い法廷闘争となった。ハーバート・フィスク・ジョンソン・ジュニアがSCジョンソンの第3代指導者となった。